# 3,4'-联吡啶
3,4'-联吡啶是一种有机化合物，化学式为C10H8N2，它是联吡啶的同分异构体之一。它可由4-溴吡啶和3-三丁基锡基吡啶在四(三苯基膦)钯催化下反应制得。
在钯催化下，4-氯吡啶和3-吡啶硼酸反应，或3-氯吡啶和4-吡啶硼酸反应，都可得到3,4'-联吡啶。